# グレーム・レヴェル
グレーム・レヴェル（Graeme Revell, 1955年10月3日 - ）は、ニュージーランドのオークランド出身の作曲家。日本語では名前をグレアム・レヴェル、グレーム・レヴェールなど表記されることもある。
オークランド大学卒業後、シドニーの精神病院に勤務。そこで出会った患者の1人ニール・ヒルと意気投合し、2人はのちにバンドSPKを結成した。レヴェルの作風は近代的でコンピューターによるものが主流でありながら、バーナード・ハーマンのような古典的クラシック・サウンドの作品を手がけることもしばしばある。バンドの解散後はハリウッド映画の音楽を数多く担当している。

## ディスコグラフィー

### 映画
- デッド・カーム/戦慄の航海 Dead Calm （1989年）
- サイコ4 Psycho IV: The Beginning （1990年）
- チャイルド・プレイ2 Child`s Play 2 （1990年）
- ゴールド・レイダース Till there was you (1990年)
- 夢の涯てまでも Until the End of the World (1991年)
- ゆりかごを揺らす手 The Hand That Rocks the Cradle （1992年）
- BODY/ボディ Body of Evidence （1993年）
- ボクシング・ヘレナ Boxing Helena (1993年)
- 時の翼にのって/ファラウェイ・ソー・クロース! In weiter Ferne, so nah! （1993年） クレジットなし
- ハード・ターゲット Hard Target　（1993年）
- クロウ/飛翔伝説 The Crow （1994年）
- ノー・エスケイプ No Escape （1994年）
- ストリートファイター Street Fighter （1994年）
- タンク・ガール Tank Girl （1995年）
- バスケットボール・ダイアリーズ The Basketball Diaries （1995年）
- ストレンジ・デイズ/1999年12月31日 Strange Days （1995年）
- パワーレンジャー・映画版 Mighty Morphin Power Rangers The Movie （1995年）
- フロム・ダスク・ティル・ドーン From Dusk till Dawn （1996年）
- ザ・クラフト The Craft （1996年）
- THE CROW/ザ・クロウ The Crow: City of Angels （1996年）
- F.L.E.D./フレッド Fled (1996)
- セイント The Saint （1997年）
- スポーン Spawn （1997年）
- チャイニーズ・ボックス Chinese Box （1997年）
- ビッグ・ヒット The Big Hit （1998年）
- 交渉人 The Negotiator （1998年）
- ルル・オン・ザ・ブリッジ Lulu on the Bridge （1998年）
- チャイルド・プレイ チャッキーの花嫁 Bride of Chucky （1998年）
- マーシャル・ロー The Siege （1998年）
- アイドル・ハンズ Idle Hands （1999年）
- スリー・トゥ・タンゴ Three to Tango （1999年）
- ゴシップ Gossip （2000年）
- ピッチブラック Pitch Black （2000年）
- レッドプラネット Red Planet （2000年）
- タイタンA.E. Titan A.E. （2000年）
- ブロウ Blow （2001年）
- トゥームレイダー Lara Croft: Tomb Raider （2001年）
- ヒューマンネイチュア Human Nature （2001年）
- コラテラル・ダメージ Collateral Damage （2002年）
- ビロウ Below （2002年）
- ハイ・クライムズ High Crimes （2002年）
- オープン・ウォーター Open Water （2003年）
- タイムリミット Out of Time （2003年）
- デアデビル Daredevil （2003年）
- フレディVSジェイソン Freddy vs. Jason （2003年）
- ワイルド・タウン/英雄伝説 Walking Tall （2004年）
- リディック The Chronicles of Riddick （2004年）
- アサルト13 要塞警察 Assault on Precinct 13 （2005年）
- シン・シティ Sin City （2005年）
- シャークボーイ&マグマガール 3-D The Adventures of Sharkboy and Lavagirl in 3-D （2005年）
- GOAL! Goal! （2005年）
- ザ・フォッグ The Fog （2005年）
- イーオン・フラックス Æon Flux （2005年）
- プラネット・テラー in グラインドハウス Grindhouse: Planet Terror （2007年）
- 監獄島 The Condemned （2007年）
- アウェイク Awake （2007年）
- スモーキング・ハイ Pineapple Express （2008年）
- パラサイト・バイティング 食人草 The Ruins （2008年）
- フェイク シティ ある男のルール Street Kings （2008年）
- エクスペリメント The Experiment （2010年）
- シャーク・ナイト Shark Night 3D （2011年）
- リディック: ギャラクシー・バトル Riddick （2013年）
- バッドキャット Bad Cat （2016年）

### テレビドラマ
- CSI:マイアミ CSI: Miami （2002年 - ）
- THE RIVER 呪いの川 The River （2012年）

### テレビゲーム
- コール オブ デューティ2 Call of Duty 2 （2005年）